# 先驱 (新加坡)
先驱（英語：Pioneer），是位于新加坡西区的一个规划区，得名于先驱路。 该区北临裕廊西、东临文礼、西临大士、西北面是西部集水區、南面是赛拉裕廊，包括裕群、贲耐和卡尔圈工业区。
1. ↑  . AsiaOne.   [11 July 2020]. （原始内容存档于2024-02-08）.
2. ↑  . （原始内容存档于2016-08-18）.